# Jan Pázler
Jan Pázler (* 10. leden 1991, Náchod) je český fotbalový útočník či záložník a bývalý mládežnický reprezentant, od srpna 2020 působící v týmu FK Viktoria Žižkov.

## Klubová kariéra
Svoji fotbalovou kariéru začal v klubu SK Náchod, odkud v průběhu mládeže přestoupil do Slavie Praha.

### SK Slavia Praha
Před sezonou 2010/11 propracoval do prvního mužstva. V dresu "Sešivaných" si odbyl premiéru v 1. české lize 20. 11. 2010 v utkání 17. kola proti FK Mladá Boleslav (prohra 1:3), odehrál 66 minut.

### FK Dukla Praha
V zimě 2010/11 zamířil do pražské Dukly, kde podepsal tříletý kontrakt. S týmem na jaře postoupil do 1. ligy. Na Dukle se hráči dařilo. Celkem za mužstvo odehrál v první i druhé lize 48 střetnutí, ve kterých vsítil deset branek.

### FK Baumit Jablonec
V průběhu sezony 2012/13 uzavřel smlouvu s Baumitem Jablonec. Zpočátku toho angažmá nastupoval za Jablonec v lize pod trenérem Václavem Kotalem často. Na jaře 2013 s klubem získal Český fotbalový pohár. Po Kotalově odchodu hrál převážně za juniorku. Za Baumit nastoupil k 12 ligovým zápasům, ve kterých se jednou střelecky prosadil.

### FK Dukla Praha (hostování)
Po přestupu do Jablonce zamířil na obratem na hostování do Dukly. Původně měl v pražském týmu působit do léta 2013, ale po odchodu Davida Lafaty z Baumitu do AC Sparta Praha, se k Severočechům vrátil už v zimě 2012/13. Za Duklu odehrál pouze tři utkání v lize, gól nedal.

### FK Dukla Praha (druhé hostování)
V červenci 2013 odešel podruhé na hostování do Dukly Praha. Celkem za mužstvo tentokrát odehrál sedm ligových střetnutí, ve kterých branku nevsítil.

### 1. SC Znojmo
V létě 2014 Jablonec definitivně opustil a uzavřel smlouvu s klubem 1. SC Znojmo. Přišel nahradit Václava Vašíčka, kterému tehdy skončilo hostování z SK Sigma Olomouc. V sezoně 2014/15 odehrál za Znojmo 29 zápasů v lize, ve kterých vsítil devět branek a společně s Liborem Žondrou se stal nejlepším střelcem týmu.

### FC Hradec Králové
Před sezonou 2015/16 přestoupil do týmu FC Hradec Králové, kde podepsal dvouletý kontrakt s následnou opcí.

#### Sezona 2015/16
V dresu "Votroků" debutoval v 2. české lize 8. 8. 2015 v utkání 2. kola proti FC MAS Táborsko (remíza 0:0), když 78. minutě vystřídal Igora Súkenníka. Svůj první gól v sezoně a zároveň za Hradec vstřelil 23. srpna 2015 ve 4. kole proti B-týmu SK Sigma Olomouc (výhra 4:1), trefil se v 64. minutě. Střelecky se prosadil i v následujících dvou kolech, když dal po jedné brance do sítě MFK Frýdek-Místek (výhra 1:0) a 1. SC Znojmo (prohra 1:2). Po pěti kolech tak měl na svém kontě tři branky. V utkání s FK Varnsdorf hraném 14. 10. 2015 dal během třinácti minut hattrick, ale Hradec s tímto soupeřem pouze remizoval 4:4. Následující kolo vstřelil dvě branky proti FK Slavoj Vyšehrad (výhra Hradce Králové 3:0), prosadil se ve 24. a 38. minutě. O necelé dva týdny později dal ve 13. kole opět dva góly, tentokrát proti Fotbal Třinec, klub v zápase zvítězil 5:0. Po jedenácté v sezoně se prosadil 7. listopadu 2015 v utkání 14. kola na půdě FK Baník Sokolov, když v 73. minutě vyrovnával z pokutového kopu na konečných 1:1. Po podzimu 2015 měl na svém kontě 11 přesných střeleckých zásahů. Na jaře 2016 se poprvé prosadil dvakrát 12. března 2016 v 18. kole ve druhém střetnutí proti rezervě Sigmy Olomouc (výhra 3:0), docílil své 12. a 13. branky v ročníku. 15. 4. 2016 se přesně trefil do sítě SK Dynamo České Budějovice, Votroci na půdě tohoto soupeře výhráli 3:0. V dohrávaném 17. kole ve východočeském derby proti FK Pardubice vstřelil v 62. minutě rozhodující branku na 2:1. Pošestnácté se prosadil ve 28. kole hraném 17. 5. 2016, kdy jeho mužstvo porazilo celek FK Baník Sokolov 2:0 a tým díky prohře klubu 1. SC Znojmo, které bylo v tabulce na třetí pozici, s FC Sellier & Bellot Vlašim postoupil zpět do nejvyšší soutěže. Svůj 17. gól v ročníku dal 21. 5. 2016 ve 29. kole na půdě FK Ústí nad Labem, Honza vsítil v 77. minutě z penalty branku na konečných 2:1. Celkem v ročníku 2015/16 nastoupil k 25 ligovým utkáním. Se 17 góly se stal nejlepším střelcem Fotbalové národní ligy a získal ocenění pro nejlepšího hráče sezony.

#### Sezona 2016/17
31. 7. 2016 v ligovém utkání úvodního kola na stadionu v Ďolíčku proti tamním Bohemians Praha 1905 (výhra 3:0) přišel na hřiště v 70. minutě a o čtyři minuty později vstřelil z volného přímého kopu vítěznou branku zápasu. 10. 8. 2016 se střelecky prosadil ve 2. kole českého poháru proti divizní Admiře Praha (výhra 4:1), když v 16. minutě otevřel skóre zápasu. V 6. kole hraném 10. září 2016 v utkání proti 1. FK Příbram vstřelil dva góly a "Votroci" vyhráli 2:0. Pázlerova druhá branka v zápase byla zároveň jubilejní devítistá v první lize v historii královéhradeckého klubu.

## Klubové statistiky
Aktuální k 26. květnu 2016
| Sezona  | Klub                      | Soutěž         | Zápasy | Góly |
| ------- | ------------------------- | -------------- | ------ | ---- |
| 2010/11 | SK Slavia Praha           | Gambrinus liga | 1      | 0    |
| 2010/11 | FK Dukla Praha            | 2. liga        | 13     | 2    |
| 2011/12 | FK Dukla Praha            | Gambrinus liga | 26     | 6    |
| 2012/13 | FK Dukla Praha (host.)    | Gambrinus liga | 12     | 2    |
| 2012/13 | FK Jablonec               | Gambrinus liga | 10     | 1    |
| 2013/14 | FK Dukla Praha (host.)    | Gambrinus liga | 7      | 0    |
| 2013/14 | FK Baumit Jablonec        | Gambrinus liga | 2      | 0    |
| 2014/15 | 1. SC Znojmo              | FNL            | 29     | 9    |
| 2015/16 | FC Hradec Králové         | FNL            | 25     | 17   |
| 2016/17 | FC Hradec Králové         | FNL            | 25     | 5    |
| 2017/18 | FC Hradec Králové         | FNL            | 30     | 21   |
| 2018/19 | FC Slovan Liberec         | Fortuna liga   | 20     | 2    |
| 2019/20 | FC Slovan Liberec         | Fortuna liga   | 2      | 0    |
| 2019/20 | FC Zbrojovka Brno (host.) | FNL            | 7      | 1    |
| 2020/21 | FK Viktoria Žižkov        | FNL            | 5      | 0    |

## Reprezentační kariéra
Jan Pázler je mládežnickým reprezentantem České republiky, dosud nastoupil za výběry U18 a U21. Ve výběru do 21 let debutoval v přátelském utkání 25. dubna 2012 proti domácímu Slovensku (výhra ČR 2:1).